# Грей, Эдди
Эдвин Грей (англ. Edwin Gray; родился 17 января 1948), более известный как Эдди Грей (англ. Eddie Gray) — шотландский футболист и футбольный тренер. Выступал на позиции вингера.  Всю свою игровую карьеру провёл в английском клубе «Лидс Юнайтед», также выступал за сборную Шотландии. После завершения карьеры игрока был главным тренером английских клубов «Лидс Юнайтед», «Уитби Таун», «Рочдейл» и «Халл Сити».
В 2000 году по результатам голосования болельщиков клуба Грей занял третье место в списке «величайших игроков “Лидс Юнайтед” всех времён», уступив только Билли Бремнеру (первое место) и Джону Чарльзу (второе место). Также вошёл в состав символической «величайшей команды “Лидс Юнайтед” всех времён». Два его гола в ворота «Бернли» в 1970 году вошли в список «100 величайших голов “Лидс Юнайтед” всех времён».
В сентябре 2013 года был включён в Зал славы английского футбола.

## Клубная карьера
Уроженец Глазго, Эдди в детстве болел за «Селтик», однако профессиональную карьеру начал в английском клубе «Лидс Юнайтед». В основном составе «Лидса» 17-летний Грей дебютировал 1 января 1966 года в матче против «Шеффилд Уэнсдей», отметившись забитым мячом. Уже в следующем сезоне закрепился в основном составе «Лидса». Грей был классическим вингером с хорошей скоростью, дриблингом и умением обыгрывать защитников.
В 1968 году помог «Лидсу» выиграть Кубок Футбольной лиги и Кубок ярмарок, забив победные голы в обоих полуфиналах, включая гол после сольного прохода с фланга в ворота «Дерби Каунти» в полуфинале Кубка Футбольной лиги. Год спустя помог команде выиграть Первый дивизион Футбольной лиги, сыграв 33 матча и забив 5 мячей в чемпионском сезоне, в котором «Лидс» проиграл только 2 матча и набрал 67 очков.
В 1970 году, когда «Лидс Юнайтед» боролся за победу сразу в трёх турнирах — чемпионате, Кубке Англии и Кубке европейских чемпионов — Грей был в отличной форме. В том голу он забил два впечатляющих гола в матче против «Бернли»: один — дальним ударом, второй —после сольного прохода и обводки нескольких игроков соперника. В финале Кубка Англии 1970 года Грей просто «измотал» правого защитника «Челси» Дэвида Уэбба. Несмотря на доминирование «Лидса», матч завершился вничью со счётом 2:2. В переигровке главный тренер «Челси» Дейв Секстон поменял тактику, поставив на позицию правого защитника неуступчивого Рона Харриса для опеки Грея. В результате Харрис нанёс Грею серьёзную травму после подката в колено шотландского вингера. «Челси» выиграл переигровку со счётом 2:1. В чемпионате «Лидс» уступил титул «Эвертону», а в Кубке европейских чемпионов команда проиграла «Селтику» в полуфинале.
Больше половины сезона 1970/71 Грей пропустил из-за травм, однако всё же помог команде выиграть Кубок ярмарок. В сезоне 1971/72 Грей вновь был в отличной форме и помог «Лидсу» одержать знаковые победы над «Манчестер Юнайтед» со счётом 5:1 и над «Саутгемптоном» со счётом 7:0. В том же сезоне он наконец выиграл Кубок Англии, обыграв в финальном матче лондонский «Арсенал». Год спустя Грей с «Лидсом» вновь сыграл в финале Кубка Англии, но на этот раз проиграл «Сандерленду».
Грей не сыграл в скандальном финале Кубка обладателей кубков УЕФА 1973 года, в котором «Лидс» проиграл «Милану», и пропустил большую часть чемпионского сезона 1973/74 из-за травм. Частые травмы шотландца стали поводом для противоречивого комментария Брайана Клафа, сменившего Дона Реви на посту главного тренера «Лидс Юнайтед», который заявил, что «если бы Эдди Грей был лошадью, его бы уже давно застрелили».
В 1975 году Грей помог «Лидсу» дойти до финала Кубка европейских чемпионов, в котором «павлины» проиграли «Баварии». К началу 1980-х годов Грей, уже не обладавший необходимой скоростью, начал выступать на позиции левого защитника. В 1982 году «Лидс» выбыл во Второй дивизион Футбольной лиги, а два года спустя Грей завершил карьеру игрока. В общей сложности он провёл за «Лидс Юнайтед» 577 матчей и забил 68 мячей.

## Карьера в сборной
Ещё до начала профессиональной карьеры Грей выступал за школьную сборную Шотландии по футболу. В составе главной сборной Шотландии Эдди дебютировал 10 мая 1969 года в матче против сборной Англии. Из-за частых травм сыграл за сборную только 12 матчей и пропустил чемпионат мира 1974 года. Забил за сборную три гола (в в матчах против Кипра, Уэльса и Финляндии).

## Тренерская карьера
4 июля 1982 года Грей был назначен играющим тренером «Лидс Юнайтед», выступавшим во Втором дивизионе. Под его руководством команда финишировала в верхней половине турнирной таблицы Второго дивизиона, но вернуться в высший дивизион не смогла. 11 октября 1985 года Грей покинул «Лидс», прервав двадцатилетнее сотрудничество с йоркширским клубом.
С 1985 по 1986 год был главным тренером клуба «Уитби Таун».
С 1986 по 1988 год возглавлял «Рочдейл», который боролся за выживание в Четвёртом дивизионе.
В 1988 году был назначен главным тренером «Халл Сити». В сезоне 1988/89 «тигры» заняли 21-е место во Втором дивизионе, и по завершении сезона Грей покинул клуб.
Впоследствии Эдди вернулся в «Лидс», где работал тренером молодёжных команд. Так, под его руководством в «Лидсе» начинали футбольную карьеру такие игроки как Харри Кьюэлл, Иан Харт, Алан Смит и Джонатан Вудгейт. В 1997 году Грей был назначен главным тренером резервной команды «Лидс Юнайтед», а год спустя стал ассистентом главного тренера Дэвида О’Лири. В марте 2001 года вернулся к работе с молодёжными командами «Лидса», так как ассистентом главного тренера клуба стал Брайан Кидд. Болельщики «Лидса», однако, продолжали горячо поддерживать Грея кричалками и баннерами, параллельно подвергая оскорблениям Кидда. В 2003 году, когда «Лидс» возглавил Питер Рид, Кидд и Грей были освобождены от занимаемых должностей.
После ухода Рида в 2003 году Грей был назначен временно исполняющим обязанности главного тренера «Лидс Юнайтед». Ему была поставлена задача сохранить команду в Премьер-лиге. Задачу решить не удалось, и по завершении сезона Грей покинул свой пост.
Впоследствии работал консультантом «Лидса», а также экспертом на BBC Radio Leeds. В 2008 году Грей перешёл работать на радиостанцию Yorkshire Radio.
9 мая 2013 года Грей был назначен футбольным послом «Лидс Юнайтед», продолжая работать на йоркширском радио. Также работал на клубном телеканале «Лидс Юнайтед» LUTV.

## Семья
Младший брат Эдди, Фрэнк, играл вместе с ним в «Лидс Юнайтед» и в сборной Шотландии. Сын Эдди, Стюарт, также стал профессиональным футболистом и играл за «Селтик» и «Рединг». Племянник Эдди, Энди, сын Фрэнка Грея, также был профессиональным футболистом и играл за «Лидс Юнайтед».

## Достижения
Лидс Юнайтед
- Чемпион Первого дивизиона (2): 1968/69, 1973/74
- Обладатель Кубка ярмарок (2): 1968, 1971
- Обладатель Кубка Англии: 1972
- Обладатель Суперкубка Англии: 1969
- Обладатель Кубка Футбольной лиги: 1968

## Статистика выступлений
| Клуб             | Сезон            | Лига | Лига | Кубок Англии | Кубок Англии | Кубок лиги | Кубок лиги | Еврокубки | Еврокубки | Итого | Итого |
| Клуб             | Сезон            | Игры | Голы | Игры         | Голы         | Игры       | Голы       | Игры      | Голы      | Игры  | Голы  |
| Лидс Юнайтед     |                  |      |      |              |              |            |            |           |           |       |       |
| ---------------- | ---------------- | ---- | ---- | ------------ | ------------ | ---------- | ---------- | --------- | --------- | ----- | ----- |
| Лидс Юнайтед     | 1966/67          | 29   | 4    | 4            | 0            | 1          | 0          | 6         | 0         | 40    | 4     |
| Лидс Юнайтед     | 1967/68          | 32   | 6    | 3            | 0            | 7          | 1          | 8         | 2         | 50    | 9     |
| Лидс Юнайтед     | 1968/69          | 33   | 5    | 2            | 0            | 2          | 0          | 6         | 0         | 43    | 5     |
| Лидс Юнайтед     | 1969/70          | 30   | 9    | 7            | 0            | 2          | 0          | 5         | 0         | 44    | 9     |
| Лидс Юнайтед     | 1970/71          | 18   | 1    | -            | -            | 1          | 0          | 5         | 3         | 24    | 4     |
| Лидс Юнайтед     | 1971/72          | 26   | 6    | 6            | 0            | 1          | 0          | -         | -         | 33    | 6     |
| Лидс Юнайтед     | 1972/73          | 17   | 1    | 3            | 0            | 3          | 0          | 2         | 0         | 25    | 1     |
| Лидс Юнайтед     | 1973/74          | 8    | 0    | -            | -            | -          | -          | 1         | 0         | 9     | 0     |
| Лидс Юнайтед     | 1974/75          | 12   | 1    | 6            | 1            | -          | -          | 3         | 0         | 21    | 2     |
| Лидс Юнайтед     | 1975/76          | 29   | 1    | 1            | 0            | 2          | 0          | -         | -         | 32    | 1     |
| Лидс Юнайтед     | 1976/77          | 37   | 5    | 5            | 1            | -          | -          | -         | -         | 42    | 6     |
| Лидс Юнайтед     | 1977/78          | 27   | 5    | -            | -            | 4          | 2          | -         | -         | 31    | 7     |
| Лидс Юнайтед     | 1978/79          | 28   | 4    | 1            | 2            | 7          | 3          | -         | -         | 36    | 9     |
| Лидс Юнайтед     | 1979/80          | 30   | 2    | 1            | 0            | -          | -          | 3         | 0         | 34    | 2     |
| Лидс Юнайтед     | 1980/81          | 38   | 0    | 2            | 0            | -          | -          | -         | -         | 40    | 0     |
| Лидс Юнайтед     | 1981/82          | 31   | 1    | 2            | 1            | 2          | 0          | -         | -         | 35    | 2     |
| Лидс Юнайтед     | 1982/83          | 21   | 0    | 4            | 0            | 3          | 0          | -         | -         | 28    | 0     |
| Лидс Юнайтед     | 1983/84          | 4    | 0    | -            | -            | -          | -          | -         | -         | 4     | 0     |
| Всего за карьеру | Всего за карьеру | 454  | 52   | 47           | 5            | 35         | 6          | 41        | 5         | 577   | 68    |